# Kurt Busch
Kurt Busch (Las Vegas, 4 de agosto de 1978) é um ex-piloto americano de automóvel.

## Carreira

### Início
Em 1994 com 16 anos de idade Kurt Busch foi o novato do ano na Dwarf Car Series em sua cidade natal de Las Vegas. Em seu segundo ano na categoria tornou-se o campeão.
Em 1996 venceu o campeonato Hobby Stock ainda em sua cidade natal ganhando notoriedade no mundo automobilistico americano aliado as boas performances na Southwest Touring Series disputada em 1998, ganhou o prêmio de novato do ano e foi o campeão na temporada seguinte.

### Competições diversas
Kurt Busch participou em 2003 e 2004 anos na International Race of Champions conquistando uma vitória no superspeedway de Talladega e o título no ano de 2003 em cima de Mark Martin.
Em 2014, Kurt participou das 500 Milhas de Indianapolis, terminando em 6º lugar e acabou sendo eleito o Novato da Indy 500 de 2014. Logo depois, retornou a Charlotte para a disputa das 600 Milhas de Charlotte (Coca-Cola 600), no mesmo dia.

### NASCAR

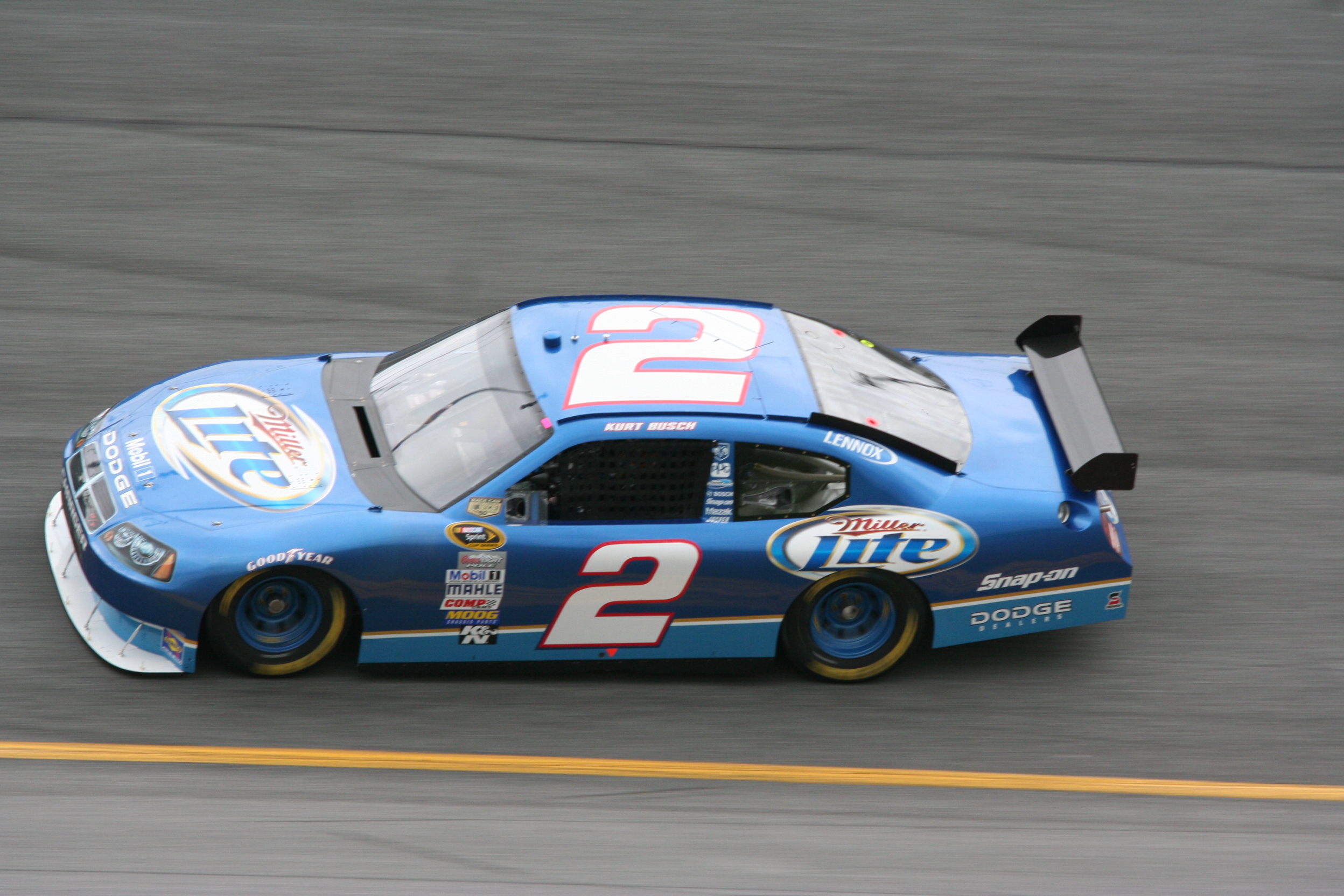
Carro de Kurt Busch na NASCAR em 2008.

Em 2000 Kurt Busch debutou na NASCAR como piloto fixo na Craftsman Truck Series pela equipe Roush. Com um ano surpreendente, conquistou o vice-campeonato, atrás de Greg Biffle, com 4 vítorias em 24 provas disputadas.
Nesse mesmo ano participou de 7 provas da divisão principal. Para 2001 conseguiu uma vaga fixa no carro #97 da Roush Racing. Essa ascensão a Nextel Cup veio de forma controversa devido Kurt nuncar ter corrida pela Busch Series.
Isso se mostrou evidente devido a temporada mediana realizada por Busch terminando apenas em 27° no campeonato, porém as apostas de Jack Roush se mostraram corretas em seu segundo ano completo na Nextel com 4 vitórias e a terceira colocação no geral.
Mais 4 vitórias vieram em 2003 mas terminou o campeonato apenas na 11ª colocação. Neste ano ele foi um dos protagonistas de uma das chegadas mais espetaculares da NASCAR terminando atrás de Ricky Craven por apenas 0.002 segundos na prova de Darlington.
Em 2004 Kurt Busch terminou a temporada regula da NASCAR com cerca de 300 pontos atrás do líder Jeff Gordon com 2 vitórias em Bristol até então, beneficiado com o ajuste dos pontos devido ao play-off passando a ficar com apenas 30 pontos do líder. Iniciou o play-off com uma vitória e manteve a regularidade nas 9 provas restantes ficando com o seu primeiro título na NASCAR. A diferença entre ele e o segundo colocado Jimmie Johnson foi de apenas 8 pontos.
Kurt Busch iniciou a temporada de 2005 de forma regular, assumindo a liderança do campeonato durante 2 etapas, Venceu 3 provas nas 26 primeiras etapas e se classificou de forma tranquila para os play-off. Mas dois resultados ruins nas duas primeiras provas do Chase minaram as chances de Busch chegar ao bicampeonato. Um dos fatos marcantes foi sua suspensão na equipe Roush nas duas últimas provas do campeonato devido a incidentes com a polícia do Arizona.
Em 2022 correu parte da temporada dirigindo o n° 45 Toyota Camry da 23XI Racing, porém sofreu um acidente durante a classificação para a M&M's Fan Appreciation 400 e teve uma concussão. Foi substituído por Ty Gibbs pelo resto da temporada

## Principais Vitórias

### NASCAR -Nextel Cup
- 2002 - Food City 500 (Bristol), Old Dominion 500 (Martinsville), NAPA 500 (Atlanta) e Ford 400 (Homestead)
- 2003 - Food City 500 (Bristol), Auto Club 500 (Fontana), Sirius 400 (Michigan) e Sharpie 500 (Bristol)
- 2004 - Food City 500 (Bristol), Siemens 300 (Loudon) e Sylvania 300 (Loudon)
- 2005 - Subway Fresh 500 (Phoenix), Pennsylvania 500 (Pocono) e Chevy Rock and Roll 400 (Richmond)
- 2006 - Food City 500 (Bristol)

### NASCAR -Busch Series
- 2006 - O'Reilly 300 (Texas) e Zippo 200 (Watkins Glen)

### NASCAR -Craftsman Truck Series
- 2000 - Sears DieHard 200 (Milwaukee), thatlook.com 200 (Loudon), MBNA e-commerce 200 (Dover) e Motorola 200 (Fontana)

### International Race of Champions
- 2003 - Talladega

## Vida pessoal
É irmão do também piloto da Nascar Kyle Busch. Em janeiro de 2015, o piloto afirmou em tribunal que acredita que a sua ex-namorada, Patricia Driscoll, é uma assassina profissional e que era enviada em missões a vários locais do mundo.